# 4,4'-联苯酚
4,4'-联苯酚（联苯-4,4'-二酚）是一种有机化合物，化学式为C12H10O2。它在1960年代开始工业化生产，但苯酚的直接氧化偶联会得到异构体的混合物，若以2,6-二叔丁基苯酚为原料则可避免这一情况，而产物羟基邻位的叔丁基可以通过热解脱去。